# John Craig
John Craig   (Hoddom, 1663 - High Holborn, Londres, 11 d'octubre de 1731) (o Craige) va ser un matemàtic escocès dels segles XVII-XVIII.

## Vida
Gairebé res es coneix de la vida de John Craig, abans del seu ingrés a la Universitat d'Edimburg el 1684, on va ser deixeble de David Gregory i es va graduar el 1687. Això no obstant, el 1685 va viatjar a Cambridge on va publicar el seu Methodus (vegeu més avall).
El 1689 es va traslladar a Anglaterra on va ser pastor anglicà de diferents parròquies a la regió de Wiltshire, alternant els seus deures pastorals amb l'estudi i l'ensenyament de les matemàtiques i mantenint una copiosa correspondència amb Newton, David Gregory, de Moivre, Halley i Maclaurin.
El 1692 es va casar amb Agnes Cleland amb qui va tenir sis fills. El 1708 va passar a ser canonge de la catedral de Salisbury.
El 1711 va ser escollit fellow de la Royal Society. Els darrers anys de la seva vida els va viure a Londres.

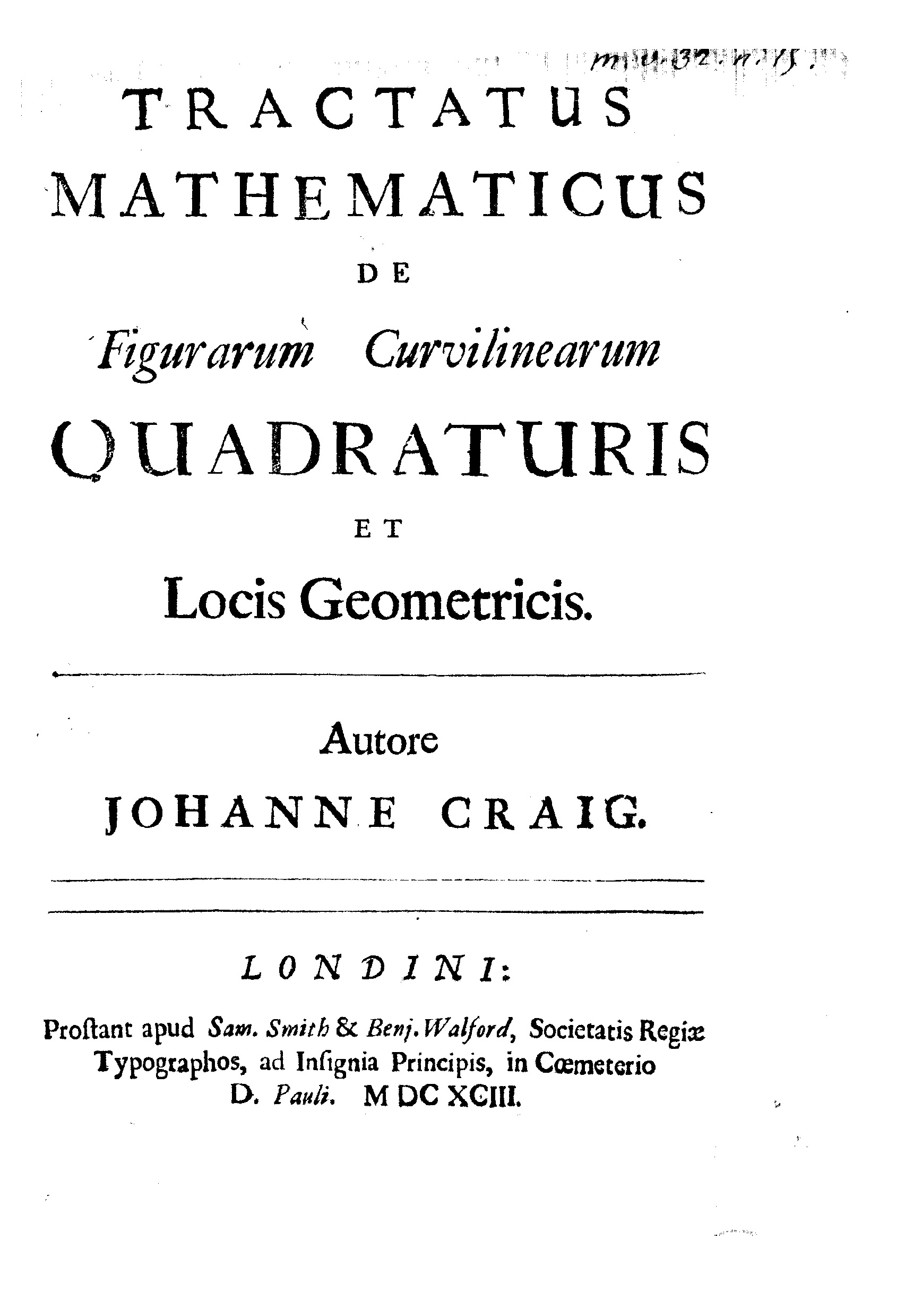
Tractatus mathematicus de figurarum curvilinearum quadraturis et locis geometricis, 1693

## Obra
A part de diverses memòries i articles per a les Philosophical Transactions de la Royal Society, Craig va escriure tres llibres de matemàtiques:
- Methodus figurarum lineis rectis et curvis comprehensarum quadraturas determinandi (Londres, 1685). Malgrat que va ser publicat després del primer encontre de Craig i Newton a Cambridge,[1] Craig utilitza la notació de Leibniz, {\displaystyle dy/dx} en lloc del dot newtonià de les fluxions {\displaystyle {\dot {y}}}.
- Tractatus mathematicus de figurarum curvilinearum quadraturis et locis geometricis (Londres, 1693). En aquest llibre s'utilitza per primera vegada a les illes britàniques el símbol {\displaystyle \int }.
- De calculo fluentium libri duo. Quibus subjunguntur libri duo de optica analytica (Londres, 1718). Curiosament, tot i haver emprat la notació leibniziana en els seus primers llibres, en aquest empra la notació de les fluxions de Newton.

Els seus llibres mostren l'interès i l'apreciació de Craig pel càlcul newtonià, però sense fer-ne cap aportació original.

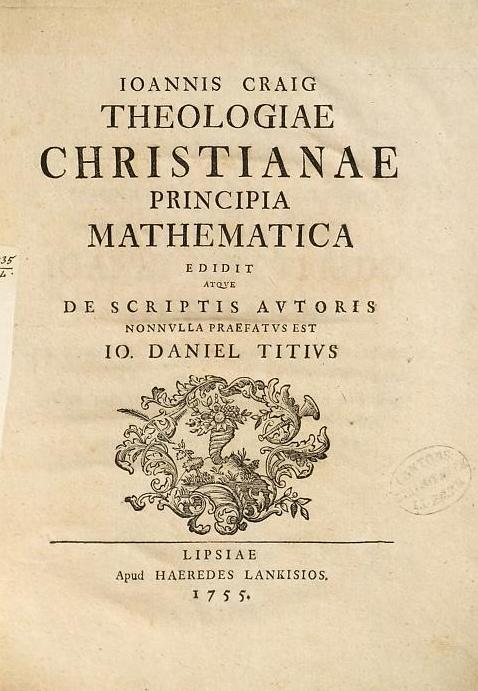
Theologiae Christianae Principia Mathematica, edició de 1755.

Tor i haver estat fortament criticat, potser és força més original el seu petit llibre titulat Theologiae Christianae Principia Mathematica (Principis matemàtics de la Teologia Cristiana) (Londres, 1699). En aquest llibre, en un estil molt newtonià, establia la gràfica de la intensitat del sentiments en funció del temps, calculant el seu valor com una integral. La part més curiosa (i discutida) del seu càlcul era que, com que la confiança en els testimonis decreix en el temps, es podia establir una funció de probabilitat de la credibilitat de l'evidència històrica dels esdeveniments cristians amb la fórmula
{\displaystyle P=x+(m-1)s+{\frac {kT^{2}}{t^{2}}}+{\frac {qD^{2}}{d^{2}}}}
en la qual
- {\displaystyle x} és la confiança en la transmissió del primer testimoni
- {\displaystyle m} és el nombre de testimonis a la cadena
- {\displaystyle s} la sospita generada en cada transferència
- {\displaystyle t} l'interval de temps de la cadena
- {\displaystyle d} la distància de l'esdeveniment
- {\displaystyle k,T,D,q} son unes constants adequades

Amb aquest procediment va arribara la conclusió que l'any 3144 (o el 3150) el seu valor seria zero, el que significaria que, al deixar de creure en els esdeveniments bàsics del cristianisme, la segona vinguda de Crist a la Terra seria inevitable.